# Abbas el-Aqqad
Abbas Mahmud al-Aqqad (in arabo عباس محمود العقاد‎?, ʿAbbās Maḥmūd al-ʿAqqād) (Assuan, 28 giugno 1889 – Il Cairo, 12 marzo 1964) è stato uno scrittore egiziano.

## Biografia
Al-ʿAqqād nacque ad Assuan, una città dell'Alto Egitto, dove suo padre era impiegato governativo, nel 1889.  Ricevette un'istruzione semplice, terminando solo le scuole elementari. A differenza dei compagni, utilizzava tutta la sua paghetta settimanale comprando libri. Leggeva opere di religione, geografia, storia e di molti altri argomenti. Era famoso per il suo ottimo inglese e francese.
Scrisse oltre 100 libri di filosofia, religione e poesia. Si occupò a lungo di politica, condividendo gli ideali del partito liberale e nazionalista Wafd, fondato da Sa'd Zaghlul, e fondò una scuola modernista di poesia con Ibrahim al-Mazni e Abd al-Rahman Shukri, chiamandola al-Dīwān (Il canzoniere).  Morì nel 1964 al Cairo. Le sue opere più famose sono chiamate al-ʿAbqariyyāt, Allāh jalla wa jalāla e il romanzo psicologico Sārah. Alcuni dei suoi libri sono stati tradotti in inglese. Al-ʿAqqād era famoso per la prosa fiorita e complessa.

## Relazioni romantiche
Al-ʿAqqād visse due grandi storie d'amore nella propria vita. La prima fu con una libanese cristiana, che chiama "Sāra" nell'omonimo romanzo. La seconda fu con la famosa attrice egiziana Madiha Yusri. Questa relazione fu chiusa dallo stesso al-ʿAqqād, a causa della carriera di attrice di Madiha. Al-ʿAqqād scrisse una poesia su questa relazione, intitolata Cicloni di un Tramonto (A-Asiru Maghrib in arabo).

## Morte
Al-ʿAqqād morì la mattina presto del 12 marzo 1964. Il suo corpo fu trasportato in treno presso la sua casa natale ad Aswān, nella parte meridionale dell'Alto Egitto, dove fu sepolto lo stesso giorno.
All'inizio degli anni ottanta, fu prodotta una serie televisiva egiziana sulla sua vita, intitolata Il Gigante (al-Imlāq in arabo). Il suo ruolo fu interpretato dall'attore egiziano Mahmud Mursi.